# Marijampolė
Marijampolė är en stad i södra Litauen som är huvudstad i provinsen Marijampolė. Marijampolė hade 38 846 innevånare 2014.

## Namn
Åren 1955–1989, när Litauen tillhörde Sovjetunionen som Litauiska SSR, hette staden Kapsukas, efter Vincas Mickevičius-Kapsukas, som grundade det litauiska kommunistpartiet 1918. 

## Vänorter
Marijampolė har följande vänorter:
- Viborg, Danmark
- Karleby, Finland
- Mayo, Irland
- Kvams kommun, Norge
- Lesja kommun, Norge
- Piotrków Trybunalski, Polen
- Suwałki, Polen
- Reșița, Rumänien
- Bergisch Gladbach, Tyskland

## Sport
- FK Sūduva, fotbollsklubb.
- Marijampolė City (fotbollsklubb och fotbollsakademi);
- Hikvision arena (gräs).
- Hikvision inomhus fotbollarena (konstgräs)
- Marijampolės sporto centro stadionas;